# Marie Svobodová
Marie Svobodová, rozená Paulová (9. září 1871 Praha – 7. dubna 1960, České Budějovice) byla česká herečka.

## Mládí, divadelní začátky
Narodila se v rodině strojvůdce, jako desáté (poslední) dítě. Matce bylo v tu dobu 49 let, otec zemřel v roce 1875. Matka musela pracovat, takže Marii vychovávala její o 16 let starší sestra, která však v roce 1876 také zemřela. Matka měla později obchod na Malé Straně v Praze a Marii si vzala zpět k sobě. Bydlely v Křemencové ulici na Novém Městě.
Otec byl po svém otci německé národnosti, byl však českým vlastencem. Marie si po příchodu k divadlu počeštila jméno na Pavlová.
Již v mládí milovala divadlo a chodila často do divadla Aréna na Smíchově, kde na jevišti obdivovala např. Eduarda Vojana, Marii Ryšavou a Marii Hübnerovou (vystupující tehdy ještě pod pseudonymem Slatinská). Později ráda navštěvovala Národní divadlo, když bylo po požáru z roku 1881 opraveno.
Hodiny herectví brala u Jana Kubíka, ředitele Švandova divadla U Libuše, člena Švandova souboru. Poprvé vystoupila na jevišti na podzim roku 1891 ve hře F. F. Šamberka Josef Kajetán Tyl.

## Kočovné divadlo
V roce 1894, po třech letech u ředitele Kubíka, odešla na venkov ke společnosti ředitele Josefa Faltyse, kde tehdy hostoval i Jindřich Mošna.
V roce 1895 získala nové angažmá u společnosti ředitele Antoše Frýdy. U této společnosti působil také Václav Vydra a Oldřich Svoboda, herec a později režisér, její budoucí manžel.
Na konci roku 1896 přešla i s manželem ke společnosti Antonína Chlumského a následně ke společnosti ředitele Choděry na Moravu. Další angažmá absolvovala u divadelní společnosti ředitele Hanuše a ředitele Postla, kde hrála celých 6 let.
V roce 1908 se Svobodovi odstěhovali do Prahy, kde získala Marie angažmá u ředitelky Grossové-Kučerové v Libni a její manžel byl angažován v kabaretu „U Rozvařilů“, kde recitoval básně.
Po krachu společnosti Grossové hrála v souboru ředitele J. E. Sedláčka, kde byli angažováni mj. také Zdenka Gräfová a Bedřich Karen. Následovalo angažmá u ředitelky Procházkové-Malé a znovu u ředitele Postla, dále ve společnosti řed. Klečkové a řed. Blažka, kde hráli v tu dobu také František Roland a Karel Jičínský.
Následovalo působení u společnosti ředitele Františka Franzla-Lešanského, kde působil v tu dobu také František Smolík (do konce ledna 1911). Smolík se s rodinou Svobodových sblížil a opatroval také jejich děti, které Marie a Oldřich Svobodovi po všech štacích vozili s sebou. Poté znovu u řed. Václava Choděry a od r. 1914 ve společnosti řed. Tuttra.
Během 1. světové války byl manžel Oldřich odveden. Na podzim 1918 pak Marie i s manželem nastoupili ke společnosti ředitelky Sukové-Kramuelové, jejíž společnost pak Oldřich Svoboda dva roky řídil.

## Citát
| „                  | Jak s dojetím a láskou nevzpomenout svých drahých přátel a kolegů, manželů Marie a Oldřicha Svobodových! Jsou to vzpomínky na má učednická léta, neboť je to už 42 let, když jsem byl s nimi u venkovské společnosti Františka Lešanského. Přilnuli jsme záhy k sobě a oba manželé byli mými nejlepšími rádci. Byl jsem pyšný na jejich krásné přátelství a vážil si nesmírně rad a poučení staršího kolegy. Jako dnes je oba vidím: štíhlou tmavovlasou Marii Svobodovou a urostlého Oldřicha Svobodu, oba výtečné charakterní herce, kteří již tehdy byli realističtí herci, upřímní a prostí jako jejich srdce. | “ |
| — František Smolík | |   |

## Stálé angažmá
Prvním stálým angažmá pro Marii Svobodovou i jejího manžela a také pro dcery Annu a Růženu Novákovou s manželem Kamilem se stalo v srpnu roku 1921 Jihočeské národní divadlo v Českých Budějovicích. Po řediteli Kauckém vedl toto divadlo tři roky Karel Veverka (1871–1945), bývalý člen ND a ředitel plzeňského divadla, po něm hudební skladatel Rudolf Piskáček a následně Stanislav Langer. V sezoně 1929/1930 pak Jan Škoda.
Následně bylo budějovické divadlo spojeno s Českým divadlem v Olomouci. V Olomouci se stali jejich kolegy pozdější známí čeští herci a režiséři, např. Jaroslav Průcha, E. F. Burian, František Salzer, František Vnouček, Emil Bolek, Jarmila Kurandová, sestry Jarmila a Zdeňka Švabíkovy, Jára Pospíšil, Jiří Vasmut a další.
V Olomouci působila Marie Svobodová s manželem do roku 1932, kdy oba odešli do důchodu. Její poslední vystoupení bylo ve hře Tchán Kondelík a zeť Vejvara při zájezdu divadla do Ústí nad Labem dne 11. září 1932.

## Činnost po odchodu do důchodu
Důchod trávili manželé Svobodovi v Českých Budějovicích a Marie Svobodová spolupracovala s divadelním kroužkem závodního klubu při Československém rozhlase v Českých Budějovicích, vedeným Miroslavem Kalným. Zde hostovala např. v roli babičky, provázející slovem dramatizaci pohádek Boženy Němcové. Rovněž nastudovala roli Savišny ve hře A. N. Arbuzova Šest zamilovaných.
V závěru života se dočkala také hostování v pražském Národním divadle kdy vystoupila dne 6. prosince 1952 ve sté repríze Jiráskovy hry Vojnarka v roli staré Havlové („Jeho matka“) a začátkem roku 1954 ještě dvakrát v Jiráskově hře Samota v roli Barbory Vejrové.

## Rodina
Vdala se dne 18. února 1896 v Duchcově za Oldřicha Svobodu (1872–1939), herce a režiséra, se kterým měla šest dětí. Dcera Božena (1896–1917), herečka, syn Oldřich (1898–1922), syn Zdeněk (1901–1902), dcera Helena (1906–?), dcera Marie (1909–?). U divadla se však nejvíce prosadily především dcery Anna provd. Letenská (1904–1942), pozdější členka souboru Divadla na Vinohradech, která hrála také ve filmu a byla popravena nacisty za 2. světové války a dcera Růžena provd. Nováková (1899–1984), která byla divadelní herečkou.

## Film
V roce 1929 vystoupila poprvé, společně i se svým manželem Oldřichem, ve filmové roli. Za život účinkovala v menších rolích v šesti filmech, naposledy v roce 1954 ve filmu Otakara Vávry Jan Hus. V tomtéž roce byl o ní natočen i životopisný film.

## Ocenění
- 1952 Zlatá medaile „Divadelní žatvy 1951–1952“ za roli Barbory Vejrové v Jiráskově hře Samota[8][9]
- 1953 Státní cena

## Divadelní role, výběr
- 1891 F. F. Šamberk: Josef Kajetán Tyl, společnost Jana Kubíka
- 1895 Victorien Sardou: Madame Sans-Gêne, titul. role, společnost Antoše Frýdy
- 1902 Josef Kajetán Tyl: Mistr Jan Hus, společnost ředitele Hanuše (titulní roli hrál Oldřich Svoboda)
- 1902 F. F. Šamberk: Karel Havlíček Borovský, společnost ředitele Hanuše (titulní roli hrál Oldřich Svoboda)
- 1910 Jaroslav Vrchlický: Noc na Karlštejně, Eliška, společnost ředitelky Klečkové
- 1914 August Strindberg: Otec, Laura, společnost řed. Tuttra, režie Fr. Zvíkovský
- 1923 Bedřich Smetana: Dvě vdovy, Jihočeské národní divadlo v Českých Budějovicích, režie Karel Veverka
- 1923 F. X. Svoboda: Čekanky, šafářka, Jihočeské národní divadlo v Českých Budějovicích
- 1923 Otto Ernst: Flachsmann vychovatel, Alžběta Sturhahnová, Jihočeské národní divadlo v Českých Budějovicích, režie Oldřich Svoboda (v roli Gisely Holmové vystoupila Anna Svobodová, v roli prof. Preela pak Oldřich Svoboda)
- 1924 Ladislav Stroupežnický: Zvíkovský rarášek, Jihočeské národní divadlo v Českých Budějovicích, režie Oldřich Svoboda (v roli Markétky vystoupila Růžena Nováková, v roli Petra vystoupila Anna Svobodová, v roli Mikuláše Dačického z Heslova Oldřich Svoboda)[10]
- 1924 Ladislav Stroupežnický: Paní mincmistrová, klíčnice Salomena, Jihočeské národní divadlo v Českých Budějovicích, režie Oldřich Svoboda (v roli Zdeňky z Elkuše vystoupila Růžena Nováková, v roli paní Žofky Anna Svobodová, v roli Tobiáše Třísky vystoupil Kamil Novák)[10]
- 1951 Alois Jirásek: Samota, Barbora Vejrová, Krajské oblastní divadlo v Českých Budějovicích, režie Jiří Bělka (soubor se účastnil s tímto představením v roce 1952 soutěže „Divadelní žatva 1951–1952“ v pražském Tylově divadle)
- 1952 Josef Kajetán Tyl: Jan Hus, Husova matka, Krajské oblastní divadlo v Českých Budějovicích
- 1952 Jaroslav Janovský: Mikoláš Aleš, Tetka Mikšíčková z Mirotic, Krajské oblastní divadlo v Českých Budějovicích
- 1952 Alois Jirásek: Vojnarka, Jeho matka, Národní divadlo, režie Antonín Dvořák (pohostinské vystoupení dne 6. prosince 1952)
- 1954 Alois Jirásek: Samota, Barbora, Tylovo divadlo/Národní divadlo, režie Antonín Dvořák (pohostinské vystoupení dne 11. ledna 1954 a 23. ledna 1954[6])

## Filmografie
- 1929 Osud tří srdcí, manželka průmyslníka, režie Stáňa Skřivánek (v roli průmyslníka vystoupil manžel Marie Svobodové Oldřich)[11] (natočeno na jevišti divadla v Českých Budějovicích[12])
- 1938 Vandiny trampoty, úřednice, režie Miroslav Cikán
- 1939 Paní Kačka zasahuje, Pepina Součková, režie Karel Špelina
- 1939 Venoušek a Stázička, role: ?, režie Čeněk Šlégl
- 1954 Nejlepší člověk, babka, režie Václav Wasserman, Ivo Novák
- 1954 Jan Hus, stařenka, režie Otakar Vávra
- 1954 Marie Svobodová (životopisný film), režie Oldřich Kříž

## Osobnosti divadla vzpomínají na Marii Svobodovou
František Smolík
- Vzpomínám, co to bylo starostí, jezdit ze štace na štaci, bez stálého přístřeší, udržovat domácnost, vychovávat kupu dětí a při tom hrát divadlo! Neslyšel jsem ji však nikdy naříkat, všechno dělala s láskou, s poctivým úsilím, tiše, nenápadně a znamenitě. Byla vzornou matkou, manželkou, kamarádkou a v neposlední řadě nadšenou a výtečnou herečkou...Naše drahá paní Svobodová se může hrdě ohlédnou zpět. Vykonala krásný a záslužný kus práce, střežila odkaz naší tradice![3]

Bedřich Karen
- Vím naprosto jistě, že jsem vždy k Svobodovým pociťoval velikou úctu a měl jsem je upřímně rád. Bylo to vzorné herecké manželství a paní Svobodová byla nejen velmi dobrou herečkou, také však znamenitou hospodyní, manželkou a matkou.[13]

František Kreuzmann
- Teprve dnes si plně uvědomuji, že naše prababička Svobodová mi tehdy u Tuttrovy společnosti nahradila péči mé matky, od níž jsem rovnou přišel ke společnosti jako benjamínek.[14]